# Patologia Social
Patologia Social é uma série de cinco livros de Abel Botelho, à maneira da saga dos Rougon-Macquart, de Émile Zola, que têm por tema várias moléstias sociais que, na opinião do autor, infectavam a sociedade portuguesa do final do século XIX.
Os cinco títulos são:
1. 1891 - O Barão de Lavos (homossexualidade)
2. 1898 - O Livro de Alda
3. 1901 - Amanhã, que se passa na classe operária de Lisboa
4. 1907 - Fatal Dilema
5. 1910 - Próspero Fortuna